# Steinn Jónsson
Steinn Jónsson, född den  30 augusti 1660, död den 3 december 1739, var en isländsk teolog.
Steinn Jónsson blev student vid Köpenhamns universitet 1686 och teologie kandidat 1688 samt var biskop i Hólar från 1711. Han skrev många psalmer, vari han visade sig vara en epigon till Hallgrímur Pétursson, om än en talangfull sådan, översatte Johannes Lassenius och Hector Gottfried Masius betraktelser över Kristi lidandes historia (1723), författade en rad uppbyggliga betraktelser över tiden kallade Dægrastytting (1727), samt utarbetade en isländsk bibelöversättning (1728).